# フェルディナンド・マリア・ディ・ボルボーネ＝ドゥエ・シチリエ
フェルディナンド・マリア・アンドレア・アルフォンソ・マルクス・ディ・ボルボーネ＝ドゥエ・シチリエ（Ferdinando Maria Andrea Alfonso Marcus di Borbone-Due Sicilie, 1926年5月28日 - 2008年3月20日）は、両シチリア王国の王家ブルボン＝シチリア家の家長で王位請求者。カストロ公ラニエーリと、ポーランド貴族ザモイスキ家出身で両シチリア王家の血も引くマリア・カロリーナ・ザモイスカの唯一の息子。

## 生涯
ポーランドで生まれる。生涯の多くをフランスで送り、フランス軍に所属していたこともある。
フェルディナンド・マリアは1949年、フランスの伯爵家出身のシャンタル・ド・シュヴロン＝ヴィレット（1925年 - 2005年）と結婚した。2人の間には1男2女が生まれた（フランス名／イタリア名の順に記す）。
- ベアトリス／ベアトリーチェ（1950年 - ） - ボナパルト家家長ナポレオン公シャルル・ナポレオンと結婚(1989年離婚)
- アンヌ／アンナ（1957年 - ）
- シャルル／カルロ（1963年 - ）

1966年に父ラニエーリは、両シチリア王家家長の地位とカストロ公の称号をフェルディナンド・マリアに譲った。スペイン王子の身分を有する同族のカラブリア公カルロ・マリアも家長を称しており、生前の譲位はこの争いに絡んでのことであった。この争いは、2008年にフェルディナンド・マリアが死去した後も続いている。